# CTNNA1

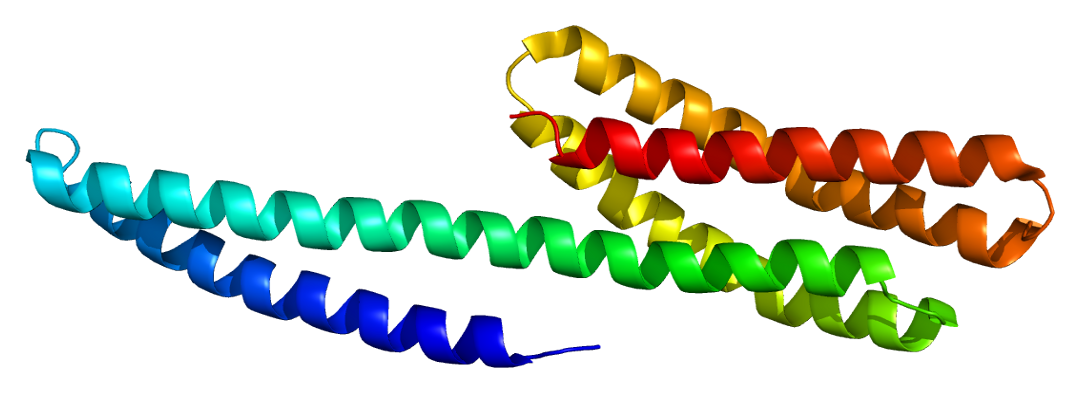
Estrutura da proteína CTNNA1

A catenina (proteína associada à caderina), alfa 1, 102kDa, também conhecida como CTNNA1, é um gene humano.